# Bình Minh, Bình Giang
Bình Minh là một xã thuộc huyện Bình Giang, tỉnh Hải Dương, Việt Nam.
Xã Bình Minh có diện tích 4,16 km², dân số năm 1999 là 4112 người, mật độ dân số đạt 988 người/km².
Xã có 05 thôn: Thôn Nhuận Đông, Nhuận Tây, Quang Tiền, Bá Đông, Mỹ Trạch. Trong đó có 03 thôn được tỉnh, huyện công nhận đạt danh hiệu làng văn hóa và 02 thôn đạt danh hiệu làng sức khỏe; tổng số nhân khẩu trong toàn xã đến 31/12/2013 là  4.850 người.
Trạm y tế xã và Trường tiểu học đạt chuẩn quốc gia mức độ I.
Trên địa bàn xã có Trường THPT Đường An, trung tâm Giáo dục NN - Trung tâm Giáo dục thường xuyên Bình Giang, bệnh viện Đa khoa huyện Bình Giang.
Số điện thoại tại Văn phòng UBND xã:  0320.3778.314
website: http://binhminh.binhgiang.haiduong.gov.vn/
Danh sách cán bộ chủ chốt xã gồm:
         1. Ông: Vũ Duy Nhu - Bí thư đảng bộ - Chủ tịch HĐND.
         2. Ông: Vũ Văn Luyện - Phó bí thư thường trực.                
         3. Ông: Lê Quang Sáng - Chủ tịch UBND.                      
         4. Ông: Vũ Đình Nhi - Phó chủ tịch UBND.                
         5. Ông: Đỗ Văn Dũng - Phó chủ tịch HĐND. 